# Gabriel León Trilla
Gabriel León Trilla (Valladolid, 3 de agosto de 1899 - Madrid, 6 de septiembre de 1945) fue un dirigente comunista y luchador antifranquista. Fue asesinado por orden del propio PCE.

## Biografía
Era hijo de un comandante de infantería originario de Santander, Desiderio León, y de la leridana Ignacia Trilla. Su hermana, Carmen, se casó con José Bullejos Sánchez, que llegaría a ser secretario general del PCE.
Estudió Filosofía y Letras en Madrid, donde también estudió francés y ruso. El 1 de marzo de 1918, ingresó en la Agrupación Socialista Madrileña del PSOE, pero el 30 de julio de 1920 se dio de baja para participar en la fundación del Partido Comunista Español. Cuando su cuñado Bullejos fue nombrado secretario general del Partido Comunista de España en 1925 él fue nombrado secretario de agitación y propaganda. De noviembre de 1928 a marzo de 1930, fue encarcelado durante la Dictadura de Primo de Rivera. Durante estos años frecuentó el Ateneo de Madrid, donde conoció a su futura esposa, Lydia Kúper de Velasco.
En 1931, viajó a la URSS como delegado del PCE en la Komintern. Al volver se posicionó al lado de Bullejos, Adame, Vega y otros contra la Internacional Comunista, por lo que en agosto de 1932 fue expulsado del PCE. Entonces volvió al PSOE e ingresó a la Federación de Trabajadores de la Enseñanza, al tiempo que trabajó como maestro de francés en Madrid, Calatayud y Burgos.
Al comenzar la guerra civil española fue readmitido en el PCE, dirigió la revista Nuestra Bandera y luchó en la batalla del Ebro como comisario político del V Cuerpo de Ejército. Al terminar la guerra se exilió a Francia, y tras pasar por los campos de concentración de Argelès-sur-Mer y Vernet d'Ariège en junio de 1939 marchó a Aix-en-Provence, donde colaboró con Jesús Monzón en la reorganización del PCE en el interior.
Ateniéndose a las orientaciones del partido, Gabriel León Trilla volvió de la Francia ocupada por los nazis a España, el 30 de diciembre de 1943 para ocupar un puesto en el trabajo del PCE. En marzo de 1944 fue nombrado secretario de agitación y propaganda con el seudónimo de Julio Torres Alarcón y allí organizó la dirección del partido compuesta por Casto García Roza, Apolinario Boveda, Enrique Alegre, Narciso González, Pedro Canales y Josep Serradell "Román". También se encargó de la edición clandestina de Mundo Obrero. Tras el fracaso del maquis en la invasión del valle de Arán el 27 de octubre de 1944 la dirección del PCE, encabezada por Santiago Carrillo y Dolores Ibárruri, acusó a Jesús Monzón y a Gabriel León Trilla del fracaso.
En abril de 1945, fue destituido de la secretaría de agitación y propaganda y la dirección del PCE encargó su muerte al maquis Cristino García, quien se negó a ejecutarlo él mismo y envió dos hombres de su grupo a hacer el trabajo. El 6 de septiembre de 1945, fue apuñalado en un antiguo cementerio despoblado en la calle Abascal de Madrid (el Campo de las Calaveras) por Francisco Esteban Carranque y José Olmedo González, "el Gitano", quienes lo apuñalaron a traición. Murió en el trayecto hacia el Hospital Clínico de Madrid. Le ejecutaron dejándolo desnudo, para que pareciera un asunto de homosexuales.
Dolores Ibárruri, en su informe al V Congreso del PCE en otoño de 1954, dijo:

Como un viejo y experimentado provocador, Trilla entregó a la policía la organización del partido y de guerrilleros... Monzón y Trilla estuvieron ligados con el policía norteamericano Field, dándole la posibilidad de reclutar para su trabajo a elementos vacilantes, aventureros y arribistas ...

Por lo que respecta a sus dos asesinos, Francisco Esteban Carranque fue ajusticiado por las autoridades españolas con otros guerrilleros de la partida de Cristino García el 21 de febrero de 1946. José Olmedo fue detenido en septiembre de 1947, encerrado en el penal de Ocaña, condenado a muerte y fusilado el 17 de noviembre de 1948.